# Hymenocoleus axillaris
Hymenocoleus axillaris är en måreväxtart som beskrevs av Elmar Robbrecht. Hymenocoleus axillaris ingår i släktet Hymenocoleus och familjen måreväxter. Inga underarter finns listade i Catalogue of Life.